# Gymnasium Am Stoppenberg
Das Gymnasium Am Stoppenberg (GAS) im Essener Stadtteil Stoppenberg ist ein Gymnasium in Trägerschaft des Bistums Essen mit Sekundarstufe I sowie II im Ganztagsbetrieb. Errichtet wurde das Gymnasium 1966.

## Geschichte
1966 wurde das Gymnasium Am Stoppenberg als erstes Tagesheim-Gymnasium in Nordrhein-Westfalen vom Bistum Essen gegründet. Die Schule wurde erbaut, um einen Bildungsausgleich für den Essener Norden zu gewährleisten. Der erste Abiturjahrgang wurde 1968 verabschiedet und die Koedukation 1974 eingeführt. Karl Heinrich Brokerhoff war der erste Schulleiter bis 1986.

## Persönlichkeiten
- Karl Heinz Brokerhoff (1922–2018), Schulleiter, Erzieher und Autor
- Leonard Lansink (* 1956), Schauspieler (Abitur 1974)
- Martin Krebs (* 1956), Geistlicher, Diplomat des Heiligen Stuhls und Titularerzbischof
- Reinhard Remfort (* 1982), Physiker, Wissenschaftskommunikator und Autor (Abitur 2003)